# 中谷群島

中谷群島

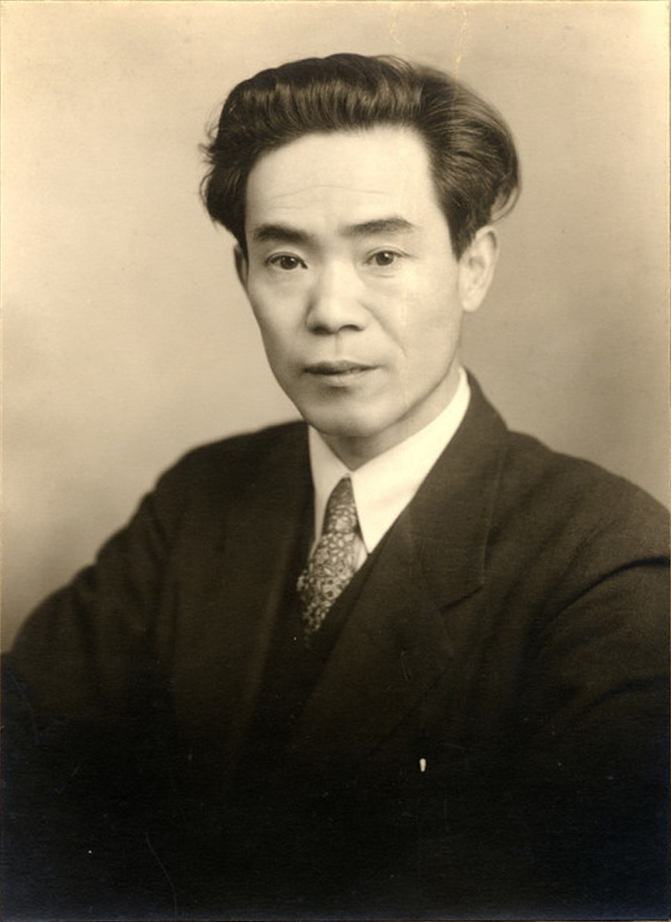
中谷宇吉郎，攝於1946年

中谷群島（英語：Nakaya Islands），是南極洲的群島，位於葛拉漢地西岸的盧貝海岸，處於雷角東北面約18公里，以日本物理學教授中谷宇吉郎命名，現時由南極條約體系管理。